# Saccolabiopsis alata
Saccolabiopsis alata är en orkidéart som beskrevs av Johannes Jacobus Smith. Saccolabiopsis alata ingår i släktet Saccolabiopsis och familjen orkidéer. Inga underarter finns listade i Catalogue of Life.